# Pahtavaara (berg i Finland, Lappland, Tunturi-Lappi, lat 68,65, long 22,60)
Pahtavaara är ett berg i Finland. Det ligger i Enontekis i landskapet Lappland, i den norra delen av landet, 900 km norr om huvudstaden Helsingfors. Toppen på Pahtavaara är 563 meter över havet. Pahtavaara ligger vid sjön Kaura.
Terrängen runt Pahtavaara är huvudsakligen platt.  Trakten runt Pahtavaara är nära nog obefolkad, med mindre än två invånare per kvadratkilometer. Omgivningarna runt Pahtavaara är i huvudsak ett öppet busklandskap.